# ميكيكو كاينوما
ميكيكو كاينوما (باليابانية: 甲 斐 沼 美 紀 子) (مواليد 1950) هي عالمة مناخ يابانية تعمل في المعهد الياباني المتقدم للعلوم والتكنولوجيا. وهي معروفة في المقام الأول بعملها في مجال تغير المناخ وسياسة المناخ.

## حياتها المهنية
حصلت كاينوما على درجة البكالوريوس والماجستير والدكتوراه في الرياضيات التطبيقية والفيزياء من جامعة كيوتو، اليابان. منذ 1977 وهي تعمل في مجال تلوث الهواء وتغير المناخ في المعهد الوطني للدراسات البيئية (NIES)، حيث تشغل حاليًا منصب رئيس قسم أبحاث تقييم سياسة المناخ. وهي مؤلفة يابانية رئيسية في تقريري التقييم الرابع والخامس للهيئة الحكومية الدولية المعنية بتغير المناخ التابعة للأمم المتحدة.
تشمل مشاريعها نموذج آسيا والمحيط الهادئ المتكامل (AIM) والمشروع الفرعي للتقييم البيئي المتكامل لمشروع الابتكار البيئي لآسيا والمحيط الهادئ (APEIS).

## مؤلفاتها البارزة
- R. H. Moss u. a.: The next generation of scenarios for climate change research and assessment. In: Nature. Band 463, Nr. 7282, 2010, S. 747, doi:10.1038/nature08823
- M. Kainuma, Y. Matsuoka und T. Morita (Hrsg.): Climate policy assessment: Asia-Pacific integrated modeling. Springer Science & Business Media, 2011, (ردمك 9784431679790)
- D. P. Van Vuuren u. a.: The representative concentration pathways: an overview. In: Climatic Change. Band 109, Nr. 1–2, 2011, S. 5, doi:10.1007/s10584-011-0148-z